# Laura Breiling
Laura Breiling (* 1986) ist eine deutsche Illustratorin und Künstlerin. Sie lebt und arbeitet in Berlin-Kreuzberg.

## Leben
Breiling studierte Kommunikationsdesign an der Hochschule Mainz. Seit 2011 arbeitet sie als Künstlerin für Magazine, Zeitungen und Firmen weltweit. Ihre Arbeiten erschienen unter anderem in The New Yorker, The New York Times, The Guardian und Die Zeit. Im Jahr 2018 erlangte sie durch einen Beitrag der 3Sat Kulturzeit weitere Bekanntheit in Deutschland. Berichte und Interviews erscheinen regelmäßig in der deutschen sowie in der internationalen Presse.

## Arbeiten
Breiling arbeitet für Zeitschriften, Zeitungen und Firmen weltweit sowie als bildende Künstlerin. Ihr künstlerisches Schaffen umfasst digitale sowie analoge Arbeiten. Ihre Arbeiten beinhalten häufig politische Botschaften und haben in der Vergangenheit bisweilen für Aufmerksamkeit gesorgt.

## Veröffentlichungen
- Freistil 5 Verlag Hermann Schmidt, 2014
- Fresh 3 Cutting Edge Illustrations, 2011
- Fresh 1 Cutting Edge Illustrations, 2011
- Berlin: Friedrichstraße, Verlag Herder, 2023